# Хилдебранд II
Хилдебранд II (на френски: Childebrand II; на латински: Hildebrannus, * ок. 760/770, † сл. 796) от род Нибелунгиди е сеньор на Пераса и Божи, през 796 г. missus dominici a l'Autunois.

## Произход и деца
Той е вероятно син на граф Нибелунг I († 770 – 768), сеньор на Пераса и Божи. Правнук е на майордом Пипин Ерсталски и Алпаида.
Той има децата:
- Хилдебранд III († убит 827 – 836), граф на Отен 796 – 815
- Теодеберт от Мадри († сл. 822), граф на Мадри 802 – 822, баща на Рингарт (Хрингард), която 822 г. се омъжва за крал Пипин I, крал на Аквитания
- Нибелунг III († сл. 818), граф 818